# Hrvatska na OI 2016.
Hrvatska je nastupila na Ljetnim olimpijskim igrama u Brazilu 2016. godine.

## Odličja
| Br. | Odličje | Športaš                             | Šport       | Događaj               | Nadnevak     |
| --- | ------- | ----------------------------------- | ----------- | --------------------- | ------------ |
| 1.  |         | Josip Glasnović                     | Streljaštvo | Trap                  | 8. kolovoza  |
| 2.  |         | Martin Sinković Valent Sinković     | Veslanje    | Dvojac na pariće      | 11. kolovoza |
| 3.  |         | Sandra Perković                     | Atletika    | Bacanje diska         | 16. kolovoza |
| 4.  |         | Šime Fantela Igor Marenić           | Jedrenje    | Klasa 470             | 18. kolovoza |
| 5.  |         | Sara Kolak                          | Atletika    | Bacanje koplja        | 18. kolovoza |
| 6.  |         | Damir Martin                        | Veslanje    | Samac                 | 13. kolovoza |
| 7.  |         | Tonči Stipanović                    | Jedrenje    | Laser                 | 16. kolovoza |
| 8.  |         | Hrvatska vaterpolska reprezentacija | Vaterpolo   | Muški turnir          | 20. kolovoza |
| 9.  |         | Filip Hrgović                       | Boks        | Superteška kategorija | 19. kolovoza |
| 10. |         | Blanka Vlašić                       | Atletika    | Skok u vis            | 20. kolovoza |

## Atletika
Muškarci
- Ivan Horvat - skok s motkom
- Filip Mihaljević - bacanje kugle
- Stipe Žunić - bacanje kugle

Žene
- Andrea Ivančević - 100 m i 100 m s preponama
- Sara Kolak - bacanje koplja
- Matea Matošević - maraton
- Sandra Perković - bacanje diska
- Ana Šimić - skok u vis
- Blanka Vlašić - skok u vis
- Marija Vrajić-Trošić - maraton

## Boks
Hrvatska na Olimpijskim igrama ima dva predstavnika; Hrvoja Sepa u poluteškoj kategoriji te Filipa Hrgovića u superteškoj kategoriji.
| Športaš       | Događaj               | Šesnaestina završnice | Osmina završnice   | Četvrtzavršnica    | Poluzavršnica      | Završnica          | Završnica     |
| Športaš       | Događaj               | Protivnik Rezultat    | Protivnik Rezultat | Protivnik Rezultat | Protivnik Rezultat | Protivnik Rezultat | Pozicija      |
| ------------- | --------------------- | --------------------- | ------------------ | ------------------ | ------------------ | ------------------ | ------------- |
| Hrvoje Sep    | Poluteška kategorija  | Salah P 2–1           | Borges I 0–3       | Nije nastupio      | Nije nastupio      | Nije nastupio      | Nije nastupio |
| Filip Hrgović | Superteška kategorija | Prolaz                | Demirezen P 3–0    | Pero TKO           | Yoka I 1–2         | Nije nastupio      |               |

## Biciklizam

### Cestovni
| Športaš           | Događaj             | Vrijeme      | Pozicija     |
| ----------------- | ------------------- | ------------ | ------------ |
| Kristijan Đurasek | Cestovni biciklizam | 6:13:36      | 18.          |
| Matija Kvasina    | Cestovni biciklizam | Nije završio | Nije završio |

## Dizanje utega
Po prvi put od 2004. godine, Hrvatska je dobila pozivnicu za slanje muškog dizača utega na Olimpijske igre, kao odgovor na potpunu zabranu ruskoj težačkoj momčadi za sudjelovanje na Igrama zbog više doping prekršaja.
| Športaš    | Događaj  | Trzaj    | Trzaj    | Izbačaj  | Izbačaj  | Ukupno | Pozicija |
| Športaš    | Događaj  | Rezultat | Pozicija | Rezultat | Pozicija | Ukupno | Pozicija |
| ---------- | -------- | -------- | -------- | -------- | -------- | ------ | -------- |
| Amar Musić | do 85 kg | 150      | 16.      | 186      | 15.      | 336    | 15.      |

## Gimnastika
Muškarci
- Filip Ude - višeboj

Žene
- Ana Đerek - višeboj

## Hrvanje
Nakon što su brazilske hrvačice kroz kvalifikacije izborile četiri mjesta na olimpijskom turniru, koliko im je bilo zajamčeno u sve tri discipline kao domaćinima, ispunivši zajamčenu kvotu, zajamčena su mjesta preraspodjeljena na četiri države koje su ostvarile najbolje rezultate na prošlogodišnjem Svjetskom prvenstvu u Las Vegasu.
Legenda:
- VT - Pobjeda rušenjem.
- PP - Odluka bodovima - gubitnik s tehničkim bodovima.
- PO - Odluka bodovima - gubitnik bez tehničkih bodova.

Grčko-rimski
| Športaš        | Događaj                                | Kvalifikacije      | Osmina završnice   | Četvrtzavršnica    | Poluzavršnica      | Repasaž 1          | Repasaž 2          | Završnica / BM     | Završnica / BM |
| Športaš        | Događaj                                | Protivnik Rezultat | Protivnik Rezultat | Protivnik Rezultat | Protivnik Rezultat | Protivnik Rezultat | Protivnik Rezultat | Protivnik Rezultat | Pozicija       |
| -------------- | -------------------------------------- | ------------------ | ------------------ | ------------------ | ------------------ | ------------------ | ------------------ | ------------------ | -------------- |
| Božo Starčević | Grčko-rimski stil, kategorija do 75 kg | Prolaz             | Çebi P 3–1 PP      | Bisek P 3–0 PO     | Vlasov I 1–3 PP    | /                  | /                  | Kim H-w I 1–3 PP   | 5.             |

## Jedrenje
Muškarci
| Športaš                   | Događaj | Utrka | Utrka | Utrka | Utrka | Utrka | Utrka | Utrka | Utrka | Utrka | Utrka | Utrka | Utrka | Utrka | Neto bodovi | Ukupna pozicija |
| Športaš                   | Događaj | 1.    | 2.    | 3.    | 4.    | 5.    | 6.    | 7.    | 8.    | 9.    | 10.   | 11.   | 12.   | M*    | Neto bodovi | Ukupna pozicija |
| ------------------------- | ------- | ----- | ----- | ----- | ----- | ----- | ----- | ----- | ----- | ----- | ----- | ----- | ----- | ----- | ----------- | --------------- |
| Luka Mratović             | RS:X    | 13    | 11    | 15    | 21    | DNF   | 19    | 27    | 18    | 34    | 26    | 31    | 30    | EL    | 245         | 24.             |
| Tonči Stipanović          | Laser   | 1     | 5     | 7     | 12    | 6     | 7     | 28    | 9     | 7     | 3     | NO    | NO    | 18    | 76          |                 |
| Ivan Kljaković Gašpić     | Finn    | 6     | 8     | 10    | 15    | 8     | 8     | 4     | 10    | 2     | 13    | NO    | NO    | 20    | 89          | 5.              |
| Šime Fantela Igor Marenić | 470     | 1     | 2     | 4     | 1     | 3     | 3     | 4     | 8     | 6     | 3     | NO    | NO    | 16    | 43          |                 |
| Petar Cupać Pavle Kostov  | 49er    | 9     | 17    | 11    | 10    | 11    | 1     | 18    | 18    | 15    | 13    | 8     | 10    | EL    | 122         | 15.             |

Žene
| Športašica   | Događaj      | Utrka | Utrka | Utrka | Utrka | Utrka | Utrka | Utrka | Utrka | Utrka | Utrka | Utrka | Neto bodovi | Ukupna pozicija |
| Športašica   | Događaj      | 1.    | 2.    | 3.    | 4.    | 5.    | 6.    | 7.    | 8.    | 9.    | 10.   | M*    | Neto bodovi | Ukupna pozicija |
| ------------ | ------------ | ----- | ----- | ----- | ----- | ----- | ----- | ----- | ----- | ----- | ----- | ----- | ----------- | --------------- |
| Tina Mihelić | Laser Radial | DSQ   | 3     | 11    | 10    | 4     | 14    | DNF   | 5     | 23    | 16    | EL    | 124         | 13.             |

M = Utrka za medalju; EL = Eliminacija – bez sudjelovanja u utrci za medalju

## Judo
Hrvatska predstavnica Barbara Matić, nakon osvojene brončane medalje, na Grand Prix turniru u Jeju (Južna Koreja), osigurala je nastup na Olimpijskim igrama u Riju.
| Športašica    | Događaj             | Kvalifikacije       | Šesnaestina završnice | Osmina završnice    | Četvrtzavršnica     | Poluzavršnica       | Repasaž             | Završnica / BM | Završnica / BM |
| Športašica    | Događaj             | Protivnica Rezultat | Protivnica Rezultat   | Protivnica Rezultat | Protivnica Rezultat | Protivnica Rezultat | Protivnica Rezultat | Plasman        |                |
| ------------- | ------------------- | ------------------- | --------------------- | ------------------- | ------------------- | ------------------- | ------------------- | -------------- | -------------- |
| Barbara Matić | Kategorija do 70 kg | Pérez I 000–011     | Nije nastupila        | Nije nastupila      | Nije nastupila      | Nije nastupila      | Nije nastupila      | Nije nastupila |                |

## Košarka
Muškarci

## Plivanje
Muškarci
| Športaš         | Događaj       | Kvalifikacije | Kvalifikacije | Poluzavršnica | Poluzavršnica | Završnica     | Završnica     |
| Športaš         | Događaj       | Vrijeme       | Pozicija      | Vrijeme       | Pozicija      | Vrijeme       | Pozicija      |
| --------------- | ------------- | ------------- | ------------- | ------------- | ------------- | ------------- | ------------- |
| Mario Todorović | 50 m slobodno | 22.65         | 40.           | Nije nastupio | Nije nastupio | Nije nastupio | Nije nastupio |

Žene
| Športašica      | Događaj         | Kvalifikacije | Kvalifikacije | Poluzavršnica  | Poluzavršnica  | Završnica      | Završnica      |
| Športašica      | Događaj         | Vrijeme       | Pozicija      | Vrijeme        | Pozicija       | Vrijeme        | Pozicija       |
| --------------- | --------------- | ------------- | ------------- | -------------- | -------------- | -------------- | -------------- |
| Matea Samardžić | 100 m leđno     | 1:00.46       | 13. K         | 1:00.60        | 14.            | Nije nastupila | Nije nastupila |
| Matea Samardžić | 200 m leđno     | 2:10.51       | 15. K         | 2:09.83        | 15.            | Nije nastupila | Nije nastupila |
| Matea Samardžić | 400 m mješovito | 4:39.41       | 17.           | Nije nastupila | Nije nastupila | Nije nastupila | Nije nastupila |

## Rukomet
Muškarci
- Hrvatska rukometna reprezentacija

## Skokovi u vodu
Hrvatska predstavnica je osigurala nastup na Olimpijskim Igrama rezultatom u natjecanju Svjetskog kupa te se našla na konačnoj listi (FINA) sudionika Olimpijskih igara. Marcela je tako postala prva Hrvatica koji uspjela u ovom športu plasirati se na Olimpijske igre.
Žene
| Športašica    | Događaj   | Kvalifikacije | Kvalifikacije | Poluzavršnica  | Poluzavršnica  | Završnica      | Završnica      |
| Športašica    | Događaj   | Bodovi        | Pozicija      | Bodovi         | Pozicija       | Bodovi         | Pozicija       |
| ------------- | --------- | ------------- | ------------- | -------------- | -------------- | -------------- | -------------- |
| Marcela Marić | Daska 3 m | 271.40        | 25.           | Nije nastupila | Nije nastupila | Nije nastupila | Nije nastupila |

## Stolni tenis
- Andrej Gaćina

## Streljaštvo
Muškarci
- Giovanni Cernogoraz - trap
- Josip Glasnović - trap - 1. mjesto - Zlatna medalja
- Petar Gorša - 10 m zračna puška

Žene
- Valentina Gustin - 10 m zračna puška
- Marija Marović - 10 m zračna pištolj
- Snježana Pejčić - 50 m MK puška[6]
- Tanja Perec - 50 m puška 3 pozicije

## Taekwondo
Muškarci
| Športaš     | Događaj | Osmina završnice   | Četvrtzavršnica    | Poluzavršnica      | Repasaž            | Završnica / BM     | Završnica / BM |
| Športaš     | Događaj | Protivnik Rezultat | Protivnik Rezultat | Protivnik Rezultat | Protivnik Rezultat | Protivnik Rezultat | Rank           |
| ----------- | ------- | ------------------ | ------------------ | ------------------ | ------------------ | ------------------ | -------------- |
| Filip Grgić | −68 kg  | González I 3–4     | Nije nastupio      | Nije nastupio      | Nije nastupio      | Nije nastupio      | Nije nastupio  |

Žene
| Športašica       | Događaj | Osmina završnice    | Četvrtzavršnica     | Poluzavršnica       | Repasaž             | Završnica / BM      | Završnica / BM |
| Športašica       | Događaj | Protivnica Rezultat | Protivnica Rezultat | Protivnica Rezultat | Protivnica Rezultat | Protivnica Rezultat | Rank           |
| ---------------- | ------- | ------------------- | ------------------- | ------------------- | ------------------- | ------------------- | -------------- |
| Lucija Zaninović | −49 kg  | Yesbergenova P 18–7 | Aziez I 3–4         | Nije nastupila      | Nije nastupila      | Nije nastupila      | Nije nastupila |
| Ana Zaninović    | −57 kg  | Alizadeh I 6–7      | Nije nastupila      | Nije nastupila      | Nije nastupila      | Nije nastupila      | Nije nastupila |

## Tenis
Hrvatsku predstavljaju četiri tenisača na olimpijskom turniru. Marin Čilić (svjetski br. 13) i Borna Ćorić (svjetski br. 48) kvalificirali su se izravno u kategoriji muški pojedinačno, po pravu povlaštenih najboljih 56 igrača prema ATP tablici od 6. lipnja 2016.
Nakon što je izravno ušao u pojedinačno, Čilić je također odlučio igrati sa svojim partnerom Marinom Draganjom u muškim parovima. Nakon povlačenja nekoliko igrača, Ana Konjuh (svjetski br. 76) je dobila poziv na natjecanje.
Muškarci
| Športaš                    | Događaj     | Krug od 64            | Šesnaestina završnice         | Osmina završnice             | Četvrtzavršnica    | Poluzavršnica      | Završnica / BM     | Završnica / BM |
| Športaš                    | Događaj     | Protivnik Rezultat    | Protivnik Rezultat            | Protivnik Rezultat           | Protivnik Rezultat | Protivnik Rezultat | Protivnik Rezultat | Rank           |
| -------------------------- | ----------- | --------------------- | ----------------------------- | ---------------------------- | ------------------ | ------------------ | ------------------ | -------------- |
| Marin Čilić                | Pojedinačno | Dimitrov P 6–1, 6–4   | Albot P 6–3, 6–4              | Monfils I 7–6(8–6), 3–6, 4–6 | Nije nastupio      | Nije nastupio      | Nije nastupio      | Nije nastupio  |
| Borna Ćorić                | Pojedinačno | Simon I 4–6, 6–7(1–7) | Nije nastupio                 | Nije nastupio                | Nije nastupio      | Nije nastupio      | Nije nastupio      | Nije nastupio  |
| Marin Čilić Marin Draganja | Parovi      | prolaz                | Đoković / Zimonjić I 2–6, 2–6 | Nisu nastupili               | Nisu nastupili     | Nisu nastupili     | Nisu nastupili     | Nisu nastupili |

Žene
| Športaš    | Događaj     | Krug od 64           | Šesnaestina završnice          | Osmina završnice    | Četvrtzavršnica     | Poluzavršnica       | Završnica / BM      | Završnica / BM |
| Športaš    | Događaj     | Protivnica Rezultat  | Protivnica Rezultat            | Protivnica Rezultat | Protivnica Rezultat | Protivnica Rezultat | Protivnica Rezultat | Rank           |
| ---------- | ----------- | -------------------- | ------------------------------ | ------------------- | ------------------- | ------------------- | ------------------- | -------------- |
| Ana Konjuh | Pojedinačno | Beck P 7–6(7–5), 6–1 | Suárez Navarro I 6–7(5–7), 3–6 | Nije nastupila      | Nije nastupila      | Nije nastupila      | Nije nastupila      | Nije nastupila |

## Vaterpolo
Muškarci
- Hrvatska vaterpolska reprezentacija

## Veslanje
Muškarci
- Damir Martin - samac - 2. mjesto - Srebrna medalja
- Martin Sinković & Valent Sinković - dvojac na pariće - 1. mjesto - Zlatna medalja